# Москаленский район
Москале́нский райо́н — административно-территориальная единица (район) и муниципальное образование (муниципальный район) на юго-западе Омской области России.
Административный центр — рабочий посёлок Москаленки.

## География
Москаленский район находится на юге Западной Сибири в Омской области. Площадь района — 2500 км².
На юго-западной границе района расположено большое сульфатное озеро Эбейты. Речная сеть отсутствует.
Территория района напоминает далёкие предгорья. Пологие холмы то возвышаются, то плавно ниспадают. В ложбинах скапливающаяся вода образует озёра. Жемчужина района — горько-солёное озеро Эбейты, из которого местная артель добывает соль.

## История
Район образован в мае 1925 года путём преобразования Ольгинской укрупнённой волости Омского уезда Омской губернии. Район вошёл в Омский округ Сибирского края.
В 1925 году из Аулсовета № 1 выделен Аулсовет № 2. Из Волчанского сельского совета выделен Кувшиновский. Из Гольбштадского и Ольгинского сельских советов образован Мироновский. Из Екатериновского сельского совета выделен Горкушинский. Из Лузинского сельского совета выделен Беклемишевский.
В 1925 году в районе насчитывалось 190 населённых пунктов, 27 сельских советов, 4867 хозяйств.
На 1926 год в районе насчитывалось: 21 сельский совет, 173 сельских населённых пунктов, 5993 хозяйства.
В 1926 году Мариенфельдский сельский совет переименован в Новопоповский с переносом центра из хутора Мариенфельд в посёлок Новопоповку.
В 1929 году район ликвидирован:
- 8 сельских советов передано в Исилькульский район (Волчанский, Гольбштадский, Горкушинский, Екатериновский, Кувшиновский, Москаленский, Николаевский, Ольгинский);
- 7 сельских советов передано в Борисовский район (Аулсовет № 1, Аулсовет № 2, Аулсовет № 3, Новопоповский, Новоцарицынский, Степоковский, Татьяновский);
- 5 сельских советов передано в Любинский район (Беклемишевский, Ивановский, Лузинский, Мироновский, Покровский);
- 1 сельский совет передан в Называевский район (Константиновский).[11]

В январе 1935 года район вновь образован:
- 7 сельских советов передано из Исилькульского района (Баррикадский, Евграфовский, Корнеевский, Краснофлагский, Москаленский, Николаевский, Ольгинский);
- 5 сельских советов передано из Шербакульского района (Аулсовет № 4, Аулсовет № 5, Аулсовет № 8, Новоцарицинский, Татьяновский);
- 2 сельских совета передано из Любинского района (Ивановский, Лузинский).[12]

В марте 1935 года Баррикадский сельский совет передан в Исилькульский район.
В апреле 1936 года центр Аулсовета № 5 перенесён из аула Байгужа в аул Кипшак, а затем в аул Домбай. Центр Аулсовета № 8 перенесён из аула Карагач в аул Кзыл-Агач. Аулсовет № 4 переименован в Бастандыкский. Центр Бастандыкского сельского совета перенесён из аула Алжан в аул Джексембай.
В 1936 году насчитывалось 131 населённый пункт, 13 сельских советов (3 казахских, 1 немецкий), 92 колхоза, 3 совхоза, 2 МТС, 50 начальных школ, 10 неполных средних школ, 22 клубных учреждения, 3 больницы, 3 амбулатории. Площадь 2620 квадратных километра.
На 1 января 1938 года площадь района составляла 2600 квадратных километров, насчитывалось 13 сельских советов. Расстояние до центра области 95 километров.
К 1 января 1941 года в районе насчитывалось 13 сельских советов. Площадь района равнялась 2600 квадратных километров. Расстояние до центра области 95 километров. Ближайшая железнодорожная станция здесь.
В феврале 1945 года из Евграфовского сельского совета выделен Виноградовский.
В апреле 1945 года часть Евграфовского сельского совета передана в Тумановский. Виноградовский сельский совет переименован в Тумановский.
К 1 января 1947 года районе насчитывалось 14 сельских советов. Площадь района равнялась 2600 квадратных километров. Расстояние до центра области 95 километров. Ближайшая железнодорожная станция здесь.
В 1952 году центр Евграфовского сельского совета перенесён из села Евграфовка в село Ильичёвка.
В 1954 году Бастандыкский сельский совет присоединён к Краснофлагскому. Аулсовет № 5 присоединён к Татьяновскому. Аулсовет № 8 присоединён к Москаленскому и Новоцарицынскому. Евграфовский сельский совет присоединён к Ивановскому. Лузинский сельский совет присоединён к Тумановскому.
В 1956 году центр Ивановского сельского совета перенесён из села Ивановка в село Мироновка.
В 1957 году Москаленский сельский совет присоединён к Краснофлагскому и Новоцарицынскому. Центр Краснофлагского сельского совета перенесён из села Красный Флаг в село Алексеевка. Части Краснофлагского и Ольгинского сельских советов переданы в поселковый совхозный совет «Элита».
В августе 1958 года Краснофлагский сельский совет переименован в Алексеевский. Ивановский сельский совет переименован в Ильичёвский с переносом центра из села Мироновка в село Ильичёвка.
В сентябре 1958 года село Ольгино преобразовано в рабочий посёлок. Ольгинский сельский совет присоединён к Алексеевскому, Ильичёвскому. Образован Ольгинский поселковый совет.
В 1960 году Татьяновский сельский совет присоединён к Новоцарицынскому.
В 1963 году из ликвидированного Шербакульского района передано 9 сельских советов и 1 поселковый совет (Екатеринославский, Изюмовский, Красноярский, Кутузовский, Максимовский, Славянский, Тамаровский, Терновский, Шербакульский и Комиссаровский поселковый совхозный совет). Из ликвидированного Марьяновского района передано 1 сельский совет и 1 поселковый совет (Грибановский сельский совет, Москаленский поселковый совхозный совет).
В середине марта 1964 года в образованный Шербакульский район передано 9 сельских советов и 1 поселковый совет (Екатеринославский, Изюмовский, Красноярский, Кутузовский, Максимовский, Славянский, Тамаровский, Терновский, Шербакульский и Комиссаровский поселковый совхозный совет).
В конце марта 1964 года из Любинского района было передано 2 сельских совета (Васильевский, Пикетинский).
В апреле 1964 года изменены границы между некоторыми сельскими советами района.
В январе 1965 года в образованный Марьяновский район было передано 3 сельских совета и 1 поселковый совет (Васильевский, Грибановский, Пикетинский и Москаленский поселковый совхозный совет.
В июле 1965 года рабочий посёлок Ольгино переименован в Москаленки.
В 1969 году Корнеевский сельский совет переименован в Екатериновский с переносом центра из деревни Корнеевка в село Екатериновка. Николаевский сельский совет переименован в Звездинский с переносом центра из села Николаевка в село Звездино. Ольгинский поселковый совет переименован в Москаленский.
В 1981 году из Екатериновского сельского совета выделен Роднодолинский.
В 1982 году изменены границы между некоторыми сельскими советами района.
К 1987 году ближайшая железнодорожная станция здесь. Расстояние до Омска 86 километров.
В 1989 году изменены границы между некоторыми сельскими советами района.
В 1990 году из Алексеевского сельского совета выделен Шевченковский.
В январе 1991 года из Ильичёвского сельского совета выделен Ивановский. Из Тумановского сельского совета выделен Краснознаменский.
На 1 марта 1991 года в районе насчитывалось: 11 сельских советов, 1 рабочий посёлок и 61 населённый пункт в сельской местности. Территория района 2500 квадратных километров. Население района 33611 человек. Действовало 3 совхоза («Селивановский», «Озёрный», «Элита»), 8 колхозов («Большевик», «Советская Россия», «Советская Сибирь», «Память Ленина», «Заветы Ильича», «Путь к коммунизму», «Сибиряк», им. Димитрова), 1 овцеплемзавод («Москаленский»).
В 1993 году сельские советы преобразованы в сельские администрации.
В 1999 году Шевченковская сельская администрация присоединена к Алексеевской. Ивановская сельская администрация присоединена к Ильичёвской. Краснознаменская сельская администрация присоединена к Тумановской.
В 2003 году сельские администрации введены на всей территории района.
В июле 2004 года сельские администрации преобразованы в сельские округа.
В 2004 году из Алексеевского сельского округа выделен Шевченковский. Из Новоцарицынского сельского округа выделен Гвоздевский. Из Ильичёвского сельского округа выделен Ивановский. Из Тумановского сельского округа выделен Краснознаменский.
На 1 января 2009 года в районе насчитывалось: 1 рабочий посёлок, 56 населённых пунктов, 12 сельских округов.
В октябре 2009 года утверждён герб района.

## Население
| 1926    | 1959    | 1970    | 1979    | 1989    | 2002    | 2009    |
| ------- | ------- | ------- | ------- | ------- | ------- | ------- |
| 28 375  | ↗36 265 | ↘32 353 | ↘30 753 | ↗33 611 | ↘32 053 | ↗32 111 |
| 2010    | 2011    | 2012    | 2013    | 2014    | 2015    | 2016    |
| ↘28 968 | ↘28 928 | ↘28 694 | ↘28 503 | ↘28 350 | ↘28 338 | ↘28 232 |
| 2017    | 2018    | 2019    | 2020    | 2021    | 2023    |         |
| ↗28 303 | ↗28 340 | ↘28 123 | ↘27 816 | ↘26 903 | ↘26 599 |         |

В 1925 году по похозяйственным книгам в районе насчитывался 24701 человек.
По Всесоюзной переписи населения 17 декабря 1926 года в районе проживало 28362 человека (14196 м — 14116 ж). Крупные национальности: русские, украинцы, немцы, казаки, киргизы, белорусы, мордва, голландцы, татары.
По Всесоюзной переписи населения 15 января 1959 года в районе проживало 36265 человек (16879 м — 19386 ж).
По Всесоюзной переписи населения 15-22 января 1970 года в районе проживало 32353 человека (15070 м — 17283 ж).
По Всесоюзной переписи населения 17 января 1979 года в районе проживало 30753 человека (14369 м — 16384 ж).
По Всесоюзной переписи населения 12-19 января 1989 года в районе проживало 33611 человек (16087 м — 17524 ж).
По Всероссийской переписи населения 9 октября 2002 года в районе проживало 32053 человека (15173 м — 16880 ж).
На 2006 год население района составляет 32 тыс. человек, в том числе в городских условиях проживают около 10 тыс.
По Всероссийской переписи населения 14-25 октября 2010 года в районе проживало 28968 человек (13709 м — 15259 ж). В процентном отношении 47,3 % женщин и 52,7 % женщин.

### Урбанизация
В городских условиях (рабочий посёлок Москаленки) проживают 33,74 % населения района.

### Национальный состав
По Всероссийской переписи населения 2010 года
| Национальность  | Численность населения, чел. | Доля от населения |
| --------------- | --------------------------- | ----------------- |
| Казахи          | 3335                        | 11,51             |
| Немцы           | 2447                        | 8,45              |
| Русские         | 21170                       | 73,08             |
| Татары          | 362                         | 1,25              |
| Украинцы        | 892                         | 3,08              |
| Прочие нации    | 762                         | 2,63              |
| Итого по району | 28968                       | 100,00            |

## Муниципально-территориальное устройство
В Москаленском районе 57 населённых пунктов в составе одного городского и 12 сельских поселений:
| №  | Городское и сельские поселения      | Административный центр     | Количество населённых пунктов | Население | Площадь, км2 |
| -- | ----------------------------------- | -------------------------- | ----------------------------- | --------- | ------------ |
| 1  | Москаленское городское поселение    | рабочий посёлок Москаленки | 2                             | ↗9385     | 19,98        |
| 2  | Алексеевское сельское поселение     | село Алексеевка            | 4                             | ↘1321     | 121,31       |
| 3  | Гвоздевское сельское поселение      | деревня Гвоздёвка          | 1                             | ↘675      | 131,52       |
| 4  | Екатериновское сельское поселение   | село Екатериновка          | 9                             | ↘2808     | 162,86       |
| 5  | Звездинское сельское поселение      | село Звездино              | 5                             | ↘1740     | 477,05       |
| 6  | Ивановское сельское поселение       | деревня Ивановка           | 3                             | ↘823      | 112,58       |
| 7  | Ильичёвское сельское поселение      | село Ильичёвка             | 6                             | ↘1141     | 120,34       |
| 8  | Краснознаменское сельское поселение | село Красное Знамя         | 3                             | ↘660      | 235,61       |
| 9  | Новоцарицынское сельское поселение  | село Новоцарицыно          | 8                             | ↘1681     | 511,45       |
| 10 | Роднодолинское сельское поселение   | деревня Родная Долина      | 6                             | ↗2272     | 124,47       |
| 11 | Тумановское сельское поселение      | село Тумановка             | 3                             | ↗894      | 95,39        |
| 12 | Шевченковское сельское поселение    | село Шевченко              | 3                             | ↘973      | 131,38       |
| 13 | Элитовское сельское поселение       | село Элита                 | 4                             | ↘2226     | 234,08       |

| №  | Населённый пункт  | Тип                                | Население | Муниципальное образование           |
| -- | ----------------- | ---------------------------------- | --------- | ----------------------------------- |
| 1  | 2798 км           | железнодорожный остановочный пункт | 52        | Екатериновское сельское поселение   |
| 2  | Алексеевка        | село                               | ↗1202     | Алексеевское сельское поселение     |
| 3  | Весёлый           | посёлок                            | 274       | Звездинское сельское поселение      |
| 4  | Виноградовка      | деревня                            | 130       | Тумановское сельское поселение      |
| 5  | Волчанка          | деревня                            | ↘411      | Москаленское городское поселение    |
| 6  | Гаркушино         | деревня                            | 43        | Роднодолинское сельское поселение   |
| 7  | Гвоздёвка         | деревня                            | ↘675      | Гвоздевское сельское поселение      |
| 8  | Гольбштадт        | деревня                            | ↘246      | Екатериновское сельское поселение   |
| 9  | Грязновка         | деревня                            | ↗204      | Роднодолинское сельское поселение   |
| 10 | Губернское        | деревня                            | ↘54       | Ильичёвское сельское поселение      |
| 11 | Доброе Поле       | деревня                            | ↘451      | Роднодолинское сельское поселение   |
| 12 | Дюсетай           | аул                                | 0         | Новоцарицынское сельское поселение  |
| 13 | Екатериновка      | село                               | 695       | Екатериновское сельское поселение   |
| 14 | Жанааул           | аул                                | 280       | Новоцарицынское сельское поселение  |
| 15 | Звездино          | село                               | ↗901      | Звездинское сельское поселение      |
| 16 | Ивановка          | деревня                            | ↗795      | Ивановское сельское поселение       |
| 17 | Илеуш             | аул                                | 128       | Алексеевское сельское поселение     |
| 18 | Ильичёвка         | село                               | ↘608      | Ильичёвское сельское поселение      |
| 19 | Инсарка           | деревня                            | ↘225      | Шевченковское сельское поселение    |
| 20 | Кзыл Агаш         | аул                                | 237       | Новоцарицынское сельское поселение  |
| 21 | Клаус             | деревня                            | ↘461      | Екатериновское сельское поселение   |
| 22 | Корнеевка         | деревня                            | ↘312      | Екатериновское сельское поселение   |
| 23 | Красное Знамя     | село                               | 806       | Краснознаменское сельское поселение |
| 24 | Красный Флаг      | деревня                            | ↗146      | Алексеевское сельское поселение     |
| 25 | Красный Цвет      | деревня                            | ↗162      | Тумановское сельское поселение      |
| 26 | Лузино            | деревня                            | ↘37       | Краснознаменское сельское поселение |
| 27 | Майский           | посёлок                            | ↗252      | Звездинское сельское поселение      |
| 28 | Мирное Поле       | деревня                            | ↘7        | Ильичёвское сельское поселение      |
| 29 | Миролюбовка       | деревня                            | ↘590      | Роднодолинское сельское поселение   |
| 30 | Мироновка         | деревня                            | ↘348      | Ильичёвское сельское поселение      |
| 31 | Москаленки        | рабочий посёлок                    | ↗8974     | Москаленское городское поселение    |
| 32 | Надеждовка        | деревня                            | 88        | Екатериновское сельское поселение   |
| 33 | Нейфельд          | деревня                            | ↗459      | Екатериновское сельское поселение   |
| 34 | Николаевка        | деревня                            | ↘81       | Звездинское сельское поселение      |
| 35 | Новоалександровка | деревня                            | ↘224      | Роднодолинское сельское поселение   |
| 36 | Новоцарицыно      | село                               | ↘1446     | Новоцарицынское сельское поселение  |
| 37 | Обновление        | деревня                            | ↗75       | Ильичёвское сельское поселение      |
| 38 | Помурино          | посёлок                            | ↗233      | Элитовское сельское поселение       |
| 39 | Пролетарский      | посёлок                            | 228       | Звездинское сельское поселение      |
| 40 | Родная Долина     | деревня                            | ↘416      | Роднодолинское сельское поселение   |
| 41 | Розенталь         | деревня                            | 390       | Екатериновское сельское поселение   |
| 42 | Ромадан           | аул                                | 12        | Новоцарицынское сельское поселение  |
| 43 | Рябинка           | деревня                            | 36        | Ивановское сельское поселение       |
| 44 | Северное          | деревня                            | ↗449      | Элитовское сельское поселение       |
| 45 | Селивановка       | деревня                            | ↗153      | Новоцарицынское сельское поселение  |
| 46 | Спартак           | деревня                            | ↗269      | Ивановское сельское поселение       |
| 47 | Степок            | деревня                            | ↘224      | Элитовское сельское поселение       |
| 48 | Татьяновка        | деревня                            | ↘178      | Новоцарицынское сельское поселение  |
| 49 | Тумановка         | село                               | 731       | Тумановское сельское поселение      |
| 50 | Тумба             | аул                                | 121       | Новоцарицынское сельское поселение  |
| 51 | Фёдоровка         | деревня                            | ↘8        | Алексеевское сельское поселение     |
| 52 | Харловка          | деревня                            | 64        | Краснознаменское сельское поселение |
| 53 | Чистополье        | деревня                            | 214       | Екатериновское сельское поселение   |
| 54 | Шевченко          | село                               | ↗940      | Шевченковское сельское поселение    |
| 55 | Шефер             | деревня                            | ↘218      | Ильичёвское сельское поселение      |
| 56 | Элита             | село                               | ↗1582     | Элитовское сельское поселение       |
| 57 | Ясная Поляна      | деревня                            | ↘55       | Шевченковское сельское поселение    |

## Достопримечательности
Озеро Эбейты шедевр сибирской природы. Горько-солёное, диаметром около пяти километров, оно неожиданно открывается путешественнику, поднявшемуся на очередной холм москаленской земли. В озере добывают соль и кристаллы размером с ладонь рассыпаны по берегу.
Памятники истории, архитектуры, археологии и монументального искусства
- Ров и вал Волчьго редута 1752, деревня Шефер
- Ров и вал Николаевской крепости 1752, западная окраина деревня Николаевка
- Братская могила борцов за советскую власть, расстрелянных белогвардейцами и белочехами в 1918, рп Москаленки
- Памятник В. И. Ленину 1959, ул. Комсомольская рп Москаленки
- Обелиск воинам-землякам, погибшим в годы Великой Отечественной войны 1941—1945, установлен в 1968, центральный сквер рп Москаленки[65]